# Silvestre Siropul
Silvestre Siropul grec medieval: Σίλβεστρος Συρόπουλος, Sílvestros Sirópulos; nascut cap al 1400 i mort després del 1464) fou un funcionari romà d'Orient, gran eclesiarca de Santa Sofia i diceofílax del patriarcat de Constantinoble. Era originari de Constantinoble.
Formà part de la delegació romana d'Orient al Concili de Florència el 1438-39. Signà el decret d'unió entre les esglésies llatina i grega. En tornar a Constantinoble, al·legà que ho havia fet per coacció i renegà de la unió. Esdevingué partidari de l'arquebisbe Marc d'Efes, cap de la facció antiunionista. El 1443 escrigué les seves Memòries (Ἀπομνημονεύματα, Apomnemonévmata), un important relat de primera mà del concili i, especialment, de les intrigues en els passadissos. Tot i que la seva narració presenta un clar biaix contra el concili, no era fals, i el seu biaix no era pas pitjor, en general, que el del mateix concili.
Segons el seu editor més recent, les seves memòries foren editades i publicades de bell nou cap al 1461.